# Libero Liberati
Libero Liberati (ur. 20 września 1926 w Terni, zm. 25 marca 1962 tamże) – włoski kierowca motocyklowy. Mistrz Świata najwyższej kategorii MotoGP w 1957 roku.
Startował w latach 1953–1959. Jego pierwszym wyścigiem było GP Włoch. Stawał łącznie 14 razy na podium, w tym 6 zwycięstw.

## Wyniki w MMŚ
System punktowy od 1950 do 1968:
| Pozycja | 1 | 2 | 3 | 4 | 5 | 6 |
| Punkty  | 8 | 6 | 4 | 3 | 2 | 1 |

| Rok  | Klasa   | Zespół      | 1     | 2     | 3     | 4     | 5     | 6     | 7     | 8     | 9     | Punkty | Pozycja | Zwycięstwa |
| ---- | ------- | ----------- | ----- | ----- | ----- | ----- | ----- | ----- | ----- | ----- | ----- | ------ | ------- | ---------- |
| 1953 | 500 cm³ | Gilera      | IOM - | NED - | BEL - | GER - | FRA - | ULS - | SUI - | NAT 3 | ESP - | 4      | 12      | 0          |
| 1955 | 500 cm³ | Gilera      | ESP - | FRA 2 | IOM - | GER - | BEL - | NED - | ULS - | NAT - |       | 6      | 7       | 0          |
| 1956 | 350 cm³ | Gilera      | IOM - | NED - | BEL - | GER - | ULS - | NAT 1 |       |       |       | 8      | 7       | 1          |
| 1956 | 500 cm³ | Gilera      | IOM - | NED - | BEL - | GER - | ULS - | NAT 2 |       |       |       | 6      | 8       | 0          |
| 1957 | 350 cm³ | Gilera      | GER 1 | IOM - | NED 3 | BEL 2 | ULS 3 | NAT 3 |       |       |       | 22     | 2       | 1          |
| 1957 | 500 cm³ | Gilera      | GER 1 | IOM - | NED 2 | BEL 1 | ULS 1 | NAT 1 |       |       |       | 32     | 1       | 4          |
| 1959 | 250 cm³ | Moto Morini | IOM - | GER 4 | NED - | BEL - | SWE - | ULS - | NAT - |       |       | 3      | 12      | 0          |